# 金應奎
金應奎（？—？），字文宿，号对峰，浙江杭州府仁和縣人，民籍，明朝政治人物。

## 生平
嘉靖十六年（1537年）丁酉科浙江鄉試第五十五名舉人。嘉靖三十二年（1553年）中式癸丑科三甲第二百四十二名進士。工部观政，授行人，三十六年八月选授山东道試御史，十月實授御史，后出为四川按察司佥事。

## 家族
曾祖金茂；祖父金傑；父金璋。前母金氏；陳氏。